# Ussy-sur-Marne
Ussy-sur-Marne is een gemeente in het Franse departement Seine-et-Marne (regio Île-de-France) en telt 841 inwoners (1999). De plaats maakt deel uit van het arrondissement Meaux.

## Geografie
De oppervlakte van Ussy-sur-Marne bedraagt 13,8 km², de bevolkingsdichtheid is 60,9 inwoners per km².
De onderstaande kaart toont de ligging van Ussy-sur-Marne met de belangrijkste infrastructuur en aangrenzende gemeenten.

## Demografie
Onderstaande figuur toont het verloop van het inwonertal (bron: INSEE-tellingen).